# Bobby Hull
Robert Marvin Hull (ur. 3 stycznia 1939 w Point Anne, zm. 30 stycznia 2023 w Wheaton) – kanadyjski hokeista grający na pozycji napastnika (lewoskrzydłowego), reprezentant kraju, trener, działacz hokejowy. Ojciec Bretta Hulla.
Jeden z najlepszych hokeistów wszech czasów. Reprezentował barwy: Galt Black Hawks, Woodstock Athletics (zdobywca Sutherland Cup), St. Catharines Teepees, Chicago Blackhawks (zdobywca Pucharu Stanleya), Winnipeg Jets (trzykrotny zdobywca Avco Cup), Hartford Whalers oraz New York Rangers. Z reprezentacją Kanady zdobył Canada Cup 1976.
Bobby Hull w trakcie kariery sportowej zyskał pseudonim Złoty Strumień (The Golden Jet), który nawiązuje do jego blond włosów, szybkości jazdy na łyżwach (47,8 km/godz.), ataków od końca do końca oraz umiejętności oddawania mocnych strzałów (slapshot (pl. potężny strzał) miał prędkość 190,5 km/godz., natomiast strzał z nadgarstka był dla niego podobno trudniejszy niż uderzenie). Talent Hulla często powodował, że zawodnik drużyny przeciwnej mógł tylko obserwować jego wyczyny.
Był także nagradzany indywidualnie: trzykrotny zdobywca Art Ross Memorial Trophy – dla najlepszego punktującego sezonu zasadniczego ligi NHL, dwukrotny zdobywca Trofeum Harta – dla najlepszego zawodnika sezonu zasadniczego ligi NHL, Lady Byng Memorial Trophy – dla najuczciwszego zawodnika ligi NHL, zdobywca Lester Patrick Trophy – za wkład w popularyzację hokeja na lodzie w Stanach Zjednoczonych, 13-krotny uczestnik oraz dwukrotny MVP Meczu Gwiazd NHL, 9-krotnie wybrany do pierwszej drużyny gwiazd NHL, dwukrotnie wybrany do drugiej drużyny gwiazd NHL, dwukrotny zdobywca Gordie Howe Trophy – dla najlepszego zawodnika ligi WHA, trzykrotnie wybrany do pierwszej drużyny gwiazd WHA, dwukrotnie wybrany do drugiej drużyny gwiazd WHA, zdobywca Wayne Gretzky International Award, członek Hockey Hall of Fame (1983), członek Manitoba Sports Hall of Fame (1989), członek Ontario Sports Hall of Fame (1997), członek WHA Hall of Fame (2010), członek Manitoba Hockey Hall of Fame. Odznaczony Orderem Kanady (1978). 7-krotnie wygrywał klasyfikację wszech czasów względem liczby zdobytych goli w lidze NHL oraz w lidze WHA, w której w klasyfikacjach wszech czasów: zajmuje 2. miejsce względem liczby zdobytych goli (303 gole), 6. miejsce względem liczby asyst (335 asyst) oraz 3. miejsce względem liczby zdobytych punktów (638 punktów).
Jako grający trener prowadził Winnipeg Jets (finał Pucharu Avco) oraz był grającym asystentem trenera w klubie.

## Wczesne życie
Bobby Hull urodził się w prowincji Ontario jako jeden z 11 dzieci Leny z d. Cook i Roberta, brygadzisty firmy cementowej. Miał młodszego brata Dennisa (ur. 1944), również hokeistę, który zyskał pseudonim Srebrny Strumień (The Silver Jet).

## Kariera

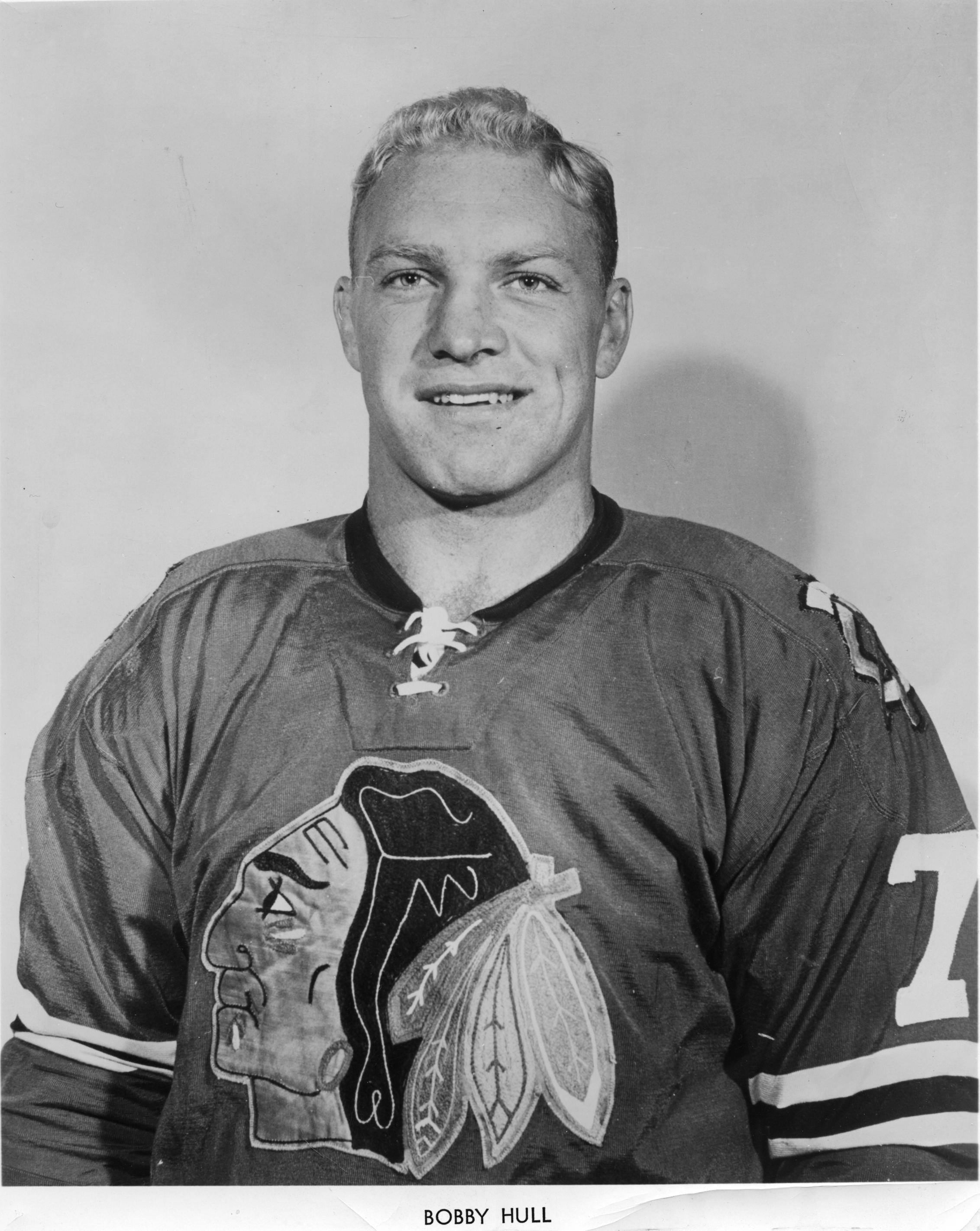
Bobby Hull w barwach Chicago Blackhawks, 1968 rok

### Wczesna kariera
Bobby Hull uczył się grać w hokeja na lodzie w sąsiednim mieście Belleville. Karierę rozpoczął w 1953 roku w występującym w juniorskiej lidze OHA Galt Black Hawks, w którym grał do 1955 roku. W międzyczasie grał również dla występującego w juniorskiej lidze OHA-B Woodstock Athletics, z którym w 1955 roku zdobył Sutherland Cup. W latach 1955–1957 reprezentował barwy występującego w juniorskiej lidze OHA St. Catharines Teepees.

### Chicago Blackhawks
Hull w 1957 roku został zawodnikiem występującego w lidze NHL Chicago Blackhawks, w barwach którego zaliczył udany debiutancki sezon 1957/1958, gdyż w zajął 2. miejsce w głosowaniu do Calder Memorial Trophy – nagrody dla najlepszego debiutanta ligi NHL (triumfatorem został Frank Mahovlich z Toronto Maple Leafs). Na początku występował z numerami 16 i 7, jednak potem w hołdzie dla swojego idola z dzieciństwa, Gordiego Howe'a, legendarnego zawodnika Detroit Red Wings, zmienił numer na 9. W sezonie 1959/1960 zdobył Art Ross Memorial Trophy (zdobył ją również w sezonach 1961/1962 oraz 1965/1966) oraz został wybrany do pierwszej drużyny gwiazd NHL (zdobył takie wyróżnienie również w sezonach 1961/1962, 1963/1964, 1965/1966, 1966/1967, 1967/1968, 1968/1969, 1969/1970 oraz 1971/1972).
W sezonie 1960/1961 z Chicago Blackhawks po wygranej rywalizacji z Detroit Red Wings 4:2 zdobyło pierwszy od sezonu 1937/1938 Puchar Stanleya oraz dwukrotnie dotarło do finału (1965, 1971). Następnie zdobył wiele wyróżnień indywidualnych: dwukrotnie Trofeum Harta (1965, 1966), Lady Byng Memorial Trophy (1966), Lester Patrick Trophy (1969), 13-krotny uczestnik meczu Gwiazd NHL (1960–1972), w którym jako jedyny dwukrotnie z rzędu MVP Meczu Gwiazd NHL (1970, 1971), dwukrotnie wybierany do drugiej drużyny gwiazd NHL (1963, 1971). Był także 7-krotnie najlepszym strzelcem sezonu zasadniczego ligi NHL (1960, 1962, 1963/1964, 1966–1969).
12 marca 1966 roku, w 45. minucie wygranego 4:2 meczu wyjazdowego z New York Rangers zdobył swojego 51. gola w sezonie 1965/1966, bijąc tym samym swój rekord z sezonu 1961/1962, Berniego Geoffriona oraz Maurice'a Richarda względem liczby zdobytych goli w jednych sezonie (łącznie w sezonie 1965/1966 zdobył 54 gole, co jest najlepszym wynikiem tzw. ery Original Six), co przyjęło się z ponad 7-minutową owacją ze strony kibiców drużyny Czarnych Jastrzębi. W sezonie 1965/1966 pobił także rekord Dickiego Moore'a względem liczby zdobytych punktów w jednym sezonie – 97 punktów (w sezonie 1966/1967 jego rekord wyrównał klubowy kolega, Stan Mikita, natomiast w sezonie 1968/1969 pobił Phil Esposito z Boston Bruins – 126 punktów).
1 marca 1968 roku jako trzeci hokeista w historii trafił na okładkę tygodnika pt. Time. W sezonie 1968/1969 mimo pobicia własnych rekordów względem liczby zdobytych goli (58 goli) oraz punktów (107 punktów) w jednym sezonie, po raz pierwszy nie awansował do fazy play-off. W swoim ostatnim przed przejściem do ligi WHA sezonie w lidze NHL, sezonie 1971/1972 zdobył 50 goli.
W momencie opuszczenia ligi NHL w fazie zasadniczej rozegrał 1036 meczów, w których zdobył 1153 punkty (604 gole, 549 asyst) oraz spędził 640 minut na ławce kar, natomiast w fazie play-off rozegrał 116 meczów, w których zdobył 129 punktów (67 goli, 62 asyst) oraz spędził 102 minuty na ławce kar, a także zajmował 2. miejsce w klasyfikacji strzelców wszech czasów oraz 9. miejsce w klasyfikacji punktujących wszech czasów ligi NHL.

### Winnipeg Jets
Po sezonie 1971/1972 od dawna niezadowolony ze swoich marnych zarobków, mimo że był jednym z najlepszych zawodników świata, zdecydował się na przejście do występującego w nowo utworzonej lidze WHA Winnipeg Jets, którego w latach 1972–1974 oraz w 1975 roku był grającym trenerem oraz w latach 1974–1975 oraz 1975–1976 asystentem Rudy'ego Pilousa oraz Bobby'ego Kromma. Podpisał z właścicielem klubu, Benem Hatskinem warty 1 750 000 dolarów amerykańskich 10-letni oraz dodatkowo otrzymał 1 000 000 dolarów amerykańskich premii za podpisanie kontraktu.
Choć debiut w nowym klubie był długo oczekiwany w wyniku sporu sądowego z władzami ligi NHL, Hull bardzo szybko stał się gwiazdą ligi WHA. Wraz z klubowymi kolegami: Szwedami Andersem Hedbergiem i Ulfem Nilssonem współtworzył jedną z najlepszych linii lat 70., zwaną pt. "The Hot Line" (pol. Gorąca Linia). Trzykrotnie zdobył z klubem Avco Cup (1976, 1978, 1979) oraz dotarł do finału w sezonie 1972/1973. Zdobywał także nagrody i wyróżnienia indywidualne: dwukrotnie Gordie Howe Trophy (1973, 1975), trzykrotnie wybierany do pierwsze drużyny gwiazd WHA (1973–1975) oraz drugiej drużyny gwiazd WHA (1976, 1978) – w każdym z tych sezonów zdobywał co najmniej 50 goli oraz 100 punktów. Najlepszy sezon w lidze WHA rozegrał w sezonie 1974/1975, w którym zdobył 142 punkty (77 goli – najlepszy wynik, 65 asyst), co dało mu 2. miejsce w tej klasyfikacji (najlepszy był Andre Lacroix z San Diego Mariners z 147 punktami).
W późniejszych latach trapiony przez kontuzje oraz z powodu wieku Hull coraz rzadziej pojawiał się na tafli. Po sezonie 1978/1979 liga WHA połączyła się z ligą NHL, natomiast cztery najlepsze kluby z sezonu 1978/1979: Edmonton Oilers, New England Whalers, Quebec Nordiques i Winnipeg Jets dołączyły do ligi NHL.

### Ostatnie lata kariery
Na początku sezonu 1979/1980 reprezentował barwy Winnipeg Jets, w którym rozegrał 18 meczów i zdobył 10 punktów (4 gole, 6 asyst), następnie przeniósł się do Hartford Whalers, gdzie wówczas zawodnikiem był jego idol z dzieciństwa, 51-letni wówczas Gordie Howe. W barwach klubu rozegrał w fazie zasadniczej 9 meczów, w którym zdobył 7 punktów (2 gole, 5 asyst) oraz 3 mecze w fazie play-off, po czym zakończył karierę sportową, by zaopiekować się ze swoją partnerką, Claudią Allen, która została ranna w wypadku samochodowym.
We wrześniu 1981 roku za sugestią trenera New York Rangers, Herba Brooksa podjął ostatnią próbę powrotu na taflę, który chciał go ponownie połączyć z kolegami z Winnipeg Jets: Andersem Hedbergiem i Ulfem Nilssonem. W barwach klubu rozegrał 5 meczów pokazowych, w tym cztery w DN-Cup, w których zdobył 2 punkty (1 gol, 1 asysta), po czym wraz z władzami klubu doszedł do wniosku, że najlepiej ostatecznie nie wracać na taflę. Po raz drugi już grał mecze pokazowe w barwach New York Rangers, w 1959 roku w przerwie między rozgrywkami New Rangers i Boston Bruins wyruszyli w trasę po Europie, w której Hull wraz z Eddie Shack stanowił o sile drużyny Rangersów; każdy z nich zdobył po 14 punktów w 23 meczach. Z 1018 golami jest trzecim po Waynie Gretzkym (1109 goli) i Gordim Howe (1071 goli) najlepszym strzelcem lig NHL i WHA (licząc również play-offy), choć NHL nie uznaje statystyk punktacji z WHA w podsumowaniu kariery zawodników.

## Kariera reprezentacyjna
Bobby Hull w wyniku przejścia do ligi WHA w 1972 roku, nie mógł grać w reprezentacji Kanady podczas serii meczów z reprezentacją ZSRR tzw. Summit Series, która zakończyła się korzystnym bilansem dla Team Canada: 4 zwycięstwa, 1 remis, 3 porażki.
W 1974 roku odbyła się druga edycja Summit Series, w której Team Canada reprezentowały gwiazdy ligi WHA, z Hullem i Gordim Howe na czele. Team Canada przegrała tę serię (1 zwycięstwo, 3 remisy, 4 porażki), a Hull w tych wszystkich meczach zdobył 9 punktów (7 goli, 2 asysty).
W 1976 roku był kluczowym zawodnikiem podczas pierwszej edycji Canada Cup 1976, w którym Team Canada triumfowała po wygranej rywalizacji w finale z reprezentacją Czechosłowacji (6:0, 5:4). Rozegrał na tym turnieju 7 meczów, w których zdobył 8 punktów (5 goli, 3 asysty) oraz spędził 2 minuty na ławce kar.

## Reguła Bobby'ego Hulla
Bobby Hull wraz z klubowym kolegą z Chicago Blackhawks, Stanem Mikitą był prekursorem szaleństwa lat 60., kiedy zawodnicy zakrzywiali swoje kije hokejowe, które zaczęto powszechnie nazywać "ostrzami bananów".
Hull jest zawodnikiem, który najczęściej kojarzy się z przepisem zakazującym tej praktyki ze względu na potencjalne zagrożenie dla bramkarzy, z których niewielu nosiło maski w tamtym okresie. Zakrzywione ostrze sprawiało, że trajektoria krążka była nieprzewidywalna. Reguła pierwotnie ograniczała krzywiznę ostrza do od 0,5 cala (13 mm) do 0,75 cala (19 mm); w 1970 roku ustalono na 0,5 cala (13 mm). Punkt 10.1 regulaminu ligi NHL obecnie ogranicza krzywiznę do 0,75 cala (19 mm).

## Statystyki

### Klubowe
| 1953/1954         | Galt Black Hawks       | OHA-Jr.           | 6    | 0   | 0   | 0    | 0   | —   | —  | —  | —   | —   |
| 1954/1955         | Galt Black Hawks       | OHA-Jr.           | 6    | 0   | 0   | 0    | 0   | —   | —  | —  | —   | —   |
| 1955/1956         | St. Catharines Teepees | OHA               | 48   | 11  | 7   | 18   | 79  | 6   | 0  | 2  | 2   | 9   |
| 1956/1957         | St. Catharines Teepees | OHA               | 52   | 33  | 28  | 61   | 95  | 13  | 8  | 8  | 16  | 24  |
| 1957/1958         | Chicago Blackhawks     | NHL               | 70   | 13  | 34  | 47   | 62  | —   | —  | —  | —   | —   |
| 1958/1959         | Chicago Blackhawks     | NHL               | 70   | 18  | 32  | 50   | 50  | 6   | 1  | 1  | 2   | 2   |
| 1959/1960         | Chicago Blackhawks     | NHL               | 70   | 39  | 42  | 81   | 68  | 3   | 1  | 0  | 1   | 2   |
| 1960/1961         | Chicago Blackhawks     | NHL               | 67   | 31  | 25  | 56   | 43  | 12  | 4  | 10 | 14  | 4   |
| 1961/1962         | Chicago Blackhawks     | NHL               | 70   | 50  | 34  | 84   | 35  | 12  | 8  | 6  | 14  | 12  |
| 1962/1963         | Chicago Blackhawks     | NHL               | 65   | 31  | 31  | 62   | 27  | 5   | 8  | 2  | 10  | 4   |
| 1963/1964         | Chicago Blackhawks     | NHL               | 70   | 43  | 44  | 87   | 50  | 7   | 2  | 5  | 7   | 2   |
| 1964/1965         | Chicago Blackhawks     | NHL               | 61   | 39  | 32  | 71   | 32  | 14  | 10 | 7  | 17  | 27  |
| 1965/1966         | Chicago Blackhawks     | NHL               | 65   | 54  | 43  | 97   | 70  | 6   | 2  | 2  | 4   | 10  |
| 1966/1967         | Chicago Blackhawks     | NHL               | 66   | 52  | 28  | 80   | 52  | 6   | 4  | 2  | 6   | 0   |
| 1967/1968         | Chicago Blackhawks     | NHL               | 71   | 44  | 31  | 75   | 39  | 11  | 4  | 6  | 10  | 15  |
| 1968/1969         | Chicago Blackhawks     | NHL               | 74   | 58  | 49  | 107  | 48  | —   | —  | —  | —   | —   |
| 1969/1970         | Chicago Blackhawks     | NHL               | 61   | 38  | 29  | 67   | 8   | 8   | 3  | 8  | 11  | 2   |
| 1970/1971         | Chicago Blackhawks     | NHL               | 78   | 44  | 52  | 96   | 32  | 18  | 11 | 14 | 25  | 16  |
| 1971/1972         | Chicago Blackhawks     | NHL               | 78   | 50  | 43  | 93   | 24  | 8   | 4  | 4  | 8   | 6   |
| 1972/1973         | Winnipeg Jets          | WHA               | 63   | 51  | 52  | 103  | 37  | 14  | 9  | 16 | 25  | 16  |
| 1973/1974         | Winnipeg Jets          | WHA               | 75   | 53  | 42  | 95   | 38  | 4   | 1  | 1  | 2   | 4   |
| 1974/1975         | Winnipeg Jets          | WHA               | 78   | 77  | 65  | 142  | 41  | —   | —  | —  | —   | —   |
| 1975/1976         | Winnipeg Jets          | WHA               | 80   | 53  | 70  | 123  | 30  | 13  | 12 | 8  | 20  | 4   |
| 1976/1977         | Winnipeg Jets          | WHA               | 34   | 21  | 32  | 53   | 14  | 20  | 13 | 9  | 22  | 2   |
| 1977/1978         | Winnipeg Jets          | WHA               | 77   | 46  | 71  | 117  | 23  | 9   | 8  | 3  | 11  | 12  |
| 1978/1979         | Winnipeg Jets          | WHA               | 4    | 2   | 3   | 5    | 0   | —   | —  | —  | —   | —   |
| 1979/1980         | Winnipeg Jets          | NHL               | 18   | 4   | 6   | 10   | 0   | —   | —  | —  | —   | —   |
| 1979/1980         | Hartford Whalers       | NHL               | 9    | 2   | 5   | 7    | 0   | 3   | 0  | 0  | 0   | 0   |
| Łącznie w OHA-Jr. | Łącznie w OHA-Jr.      | Łącznie w OHA-Jr. | 12   | 0   | 0   | 0    | 0   | —   | —  | —  | —   | —   |
| Łącznie w OHA     | Łącznie w OHA          | Łącznie w OHA     | 100  | 44  | 35  | 79   | 174 | 19  | 8  | 10 | 18  | 33  |
| Łącznie w NHL     | Łącznie w NHL          | Łącznie w NHL     | 1063 | 610 | 560 | 1170 | 640 | 119 | 62 | 67 | 129 | 102 |
| Łącznie w WHA     | Łącznie w WHA          | Łącznie w WHA     | 411  | 303 | 335 | 638  | 183 | 60  | 43 | 37 | 80  | 38  |

### Reprezentacyjne
| Rok   | Drużyna | Turniej       | Miejsce |    | M  | G | A  | Pkt | Min |
| ----- | ------- | ------------- | ------- | -- | -- | - | -- | --- | --- |
| 1974  | Kanada  | Summit Series | –       | 8  | 7  | 2 | 9  | 0   |     |
| 1976  | Kanada  | CC            |         | 7  | 5  | 3 | 8  | 2   |     |
| Razem | Razem   | Razem         | Razem   | 15 | 12 | 5 | 17 | 2   |     |

### Trenerskie
| Sezon         | Klub          | Liga          | Faza zasadnicza | Faza zasadnicza | Faza zasadnicza | Faza zasadnicza | Faza zasadnicza | Faza zasadnicza               | Faza play-off | Faza play-off | Faza play-off | Faza play-off | Faza play-off                                    |
| Sezon         | Klub          | Liga          | M               | Z               | R               | P               | Pkt             | Miejsce                       | M             | Z             | P             | Z%            | Wynik                                            |
| ------------- | ------------- | ------------- | --------------- | --------------- | --------------- | --------------- | --------------- | ----------------------------- | ------------- | ------------- | ------------- | ------------- | ------------------------------------------------ |
| 1972/1973     | Winnipeg Jets | WHA           | 78              | 43              | 4               | 31              | 90              | 2. miejsce, Dywizja Wschodnia | 14            | 12            | 2             | 85.71         | Finał Avco Cup (przegrana z New England Whalers) |
| 1973/1974     | Winnipeg Jets | WHA           | 78              | 34              | 5               | 39              | 73              | 4. miejsce, Dywizja Wschodnia | 4             | 0             | 4             | 0             | Ćwierćfinał (przegrana z Houston Aeros)          |
| 1974/1975     | Winnipeg Jets | WHA           | 13              | 4               | 0               | 9               | (8)             | (Zwolniony)                   | —             | —             | —             | —             | —                                                |
| Łącznie w WHA | Łącznie w WHA | Łącznie w WHA | 169             | 81              | 9               | 79              | —               | —                             | —             | —             | —             | —             | —                                                |

## Sukcesy

### Zawodnicze
Woodstock Athletics
- Sutherland Cup: 1955

Chicago Blackhawks
- Puchar Stanleya: 1961
- Finał Pucharu Stanleya: 1965, 1971

Winnipeg Jets
- Avco Cup: 1976, 1978, 1979
- Finał Avco Cup: 1973

Reprezentacyjne
- Canada Cup: 1976

### Trenerskie
Winnipeg Jets
- Finał Avco Cup: 1973

### Indywidualne
- Art Ross Memorial Trophy: 1960, 1962, 1966
- Trofeum Harta: 1965, 1966
- Lady Byng Memorial Trophy: 1966
- Lester Patrick Trophy: 1969
- Mecz Gwiazd NHL: 1960, 1961, 1962, 1963, 1964, 1965, 1966, 1967, 1968, 1969, 1970, 1971, 1972
- MVP Meczu Gwiazd NHL: 1970, 1971
- Pierwsza drużyna gwiazd NHL: 1960, 1962, 1964, 1966, 1967, 1968, 1969, 1970, 1972
- Druga drużyna gwiazd NHL: 1963, 1971
- Gordie Howe Trophy: 1973, 1975
- Pierwsza drużyna gwiazd WHA: 1973, 1974, 1975
- Druga drużyna gwiazd WHA: 1976, 1978
- Wayne Gretzky International Award: 2003
- Członek Hockey Hall of Fame: 1983
- Członek Manitoba Sports Hall of Fame: 1989
- Członek Ontario Sports Hall of Fame: 1997
- Członek WHA Hall of Fame: 2010
- Członek Manitoba Hockey Hall of Fame

### Odznaczenia
- Order Kanady: 1978

## Po zakończeniu kariery
Koszulka z numerem 9, w której Hull występował w Chicago Blackhawks i w Winnipeg Jets, została przez nich oraz kontynuatora tradycji tego ostatniego klubu, Phoenix Coyotes, zastrzeżona. Kiedy jego syn, Brett dołączył do drużyny Kojotów, władze klubu zdecydowały się dać mu możliwość występów z numerem 9, by ten mógł uhonorować swojego ojca. Evander Kane, którym występował z numerem 9 w Winnipeg Jets, poprosił go o zgodę na noszenie numeru, na co ten się zgodził.
W 1998 roku został sklasyfikowany na 8. miejscu na liście 100 największych hokeistów według magazynu The Hockey News, jako najwyżej sklasyfikowany lewoskrzydłowy.
W 2003 roku został mianowany komisarzem-figurantem nowej ligi WHA, która miała zostać zainaugurowana podczas lokautu ligi NHL w sezonie 2004/2005 (nigdy do niej nie doszło), następnie organizacja prowadziła kilka efemerycznych niższych lig i niesankcjonowanych lig juniorskich 2. poziomu. Hull działał jako ambasador Chicago Blackhawks przez część sezonu 2021/2022, dopóki władze klubu wydały komunikat:

Jeśli chodzi konkretnie o Bobby'ego, wspólnie uzgodniliśmy wcześniej w tym sezonie, że odejdzie z jakiejkolwiek oficjalnej roli w zespole.

W 2011 roku przed United Center, obecny obiekt domowy Chicago Blackhawks, odsłonięto posągi Hulla i Stana Mikity.
W 2017 roku został uznany za jednego z 100 najlepszych hokeistów NHL w historii.

## Życie prywatne

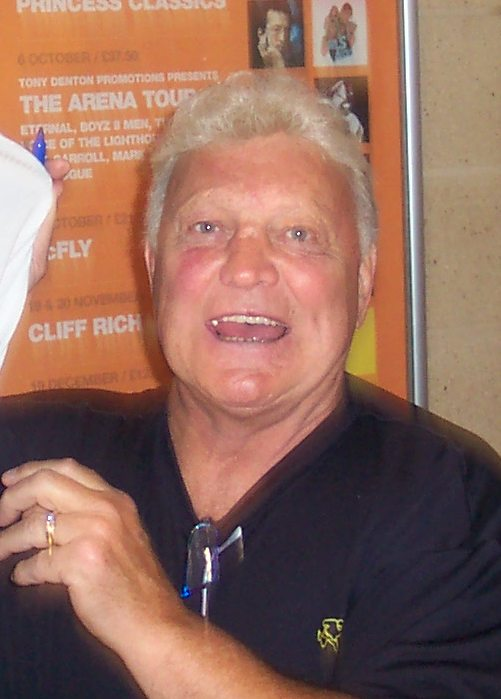
Bobby Hull, 2006 rok

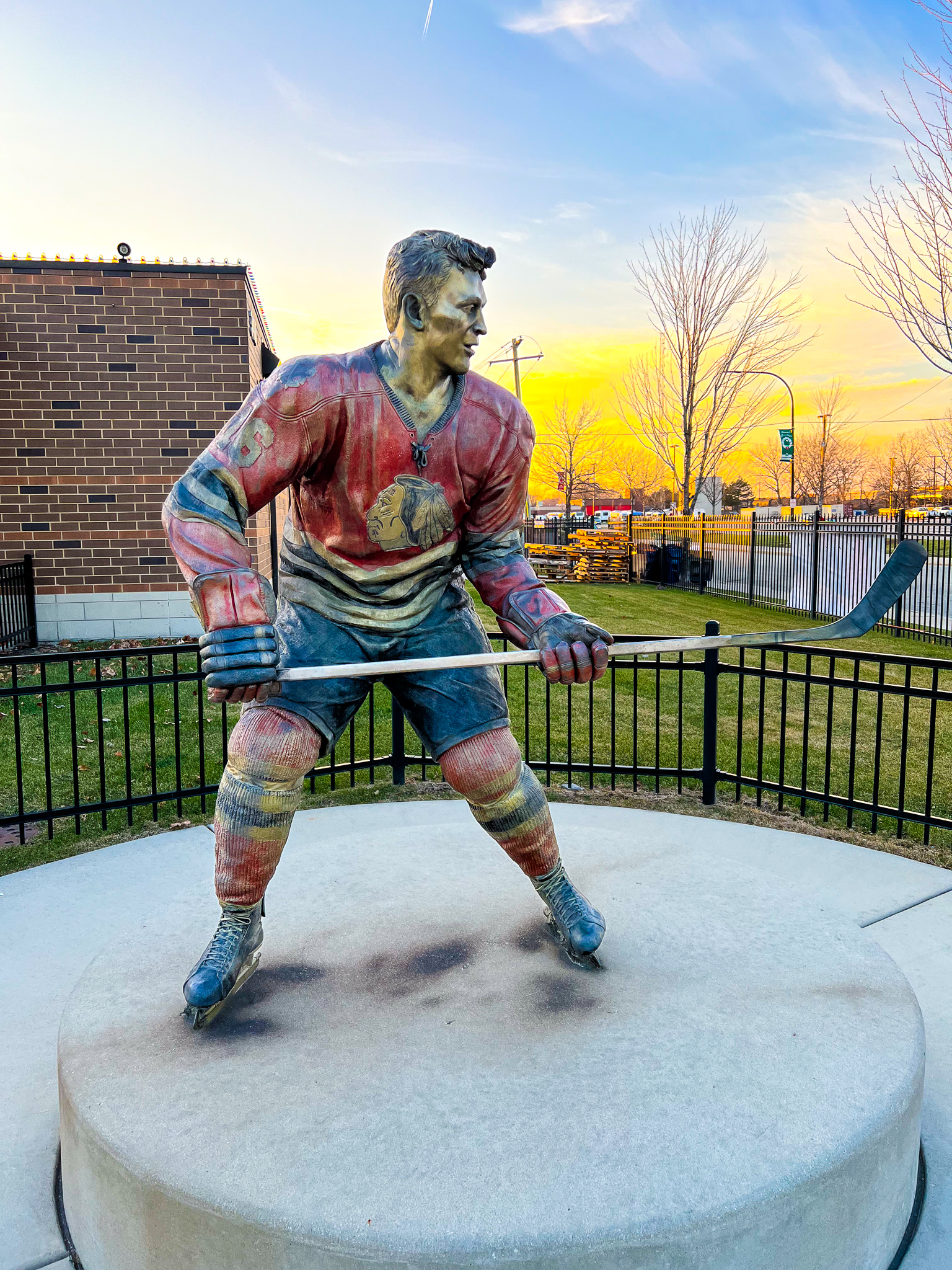
Pomnik Hulla na Bobby Hull Ice Rink w Cicero

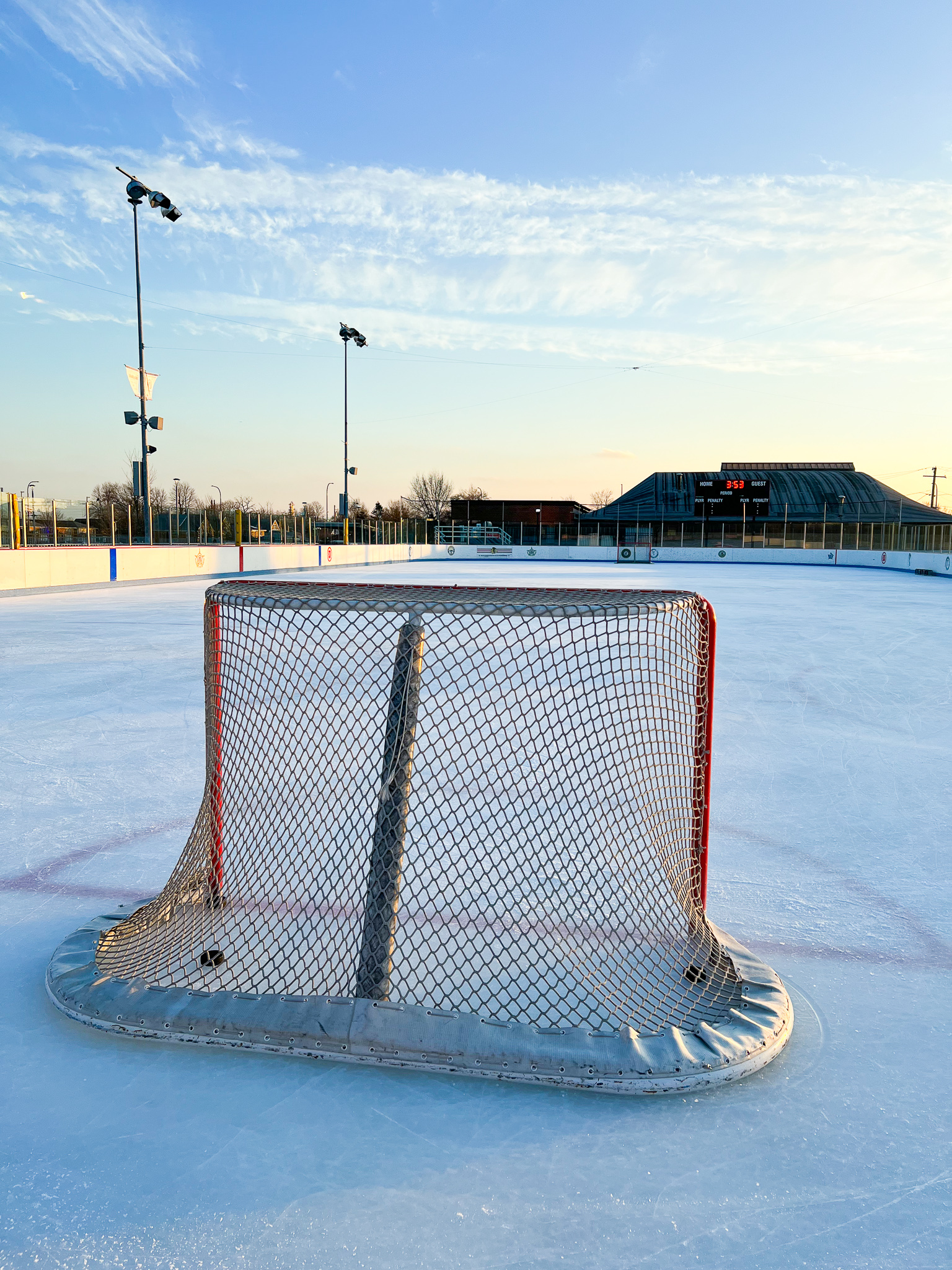
Bobby Hull Ice Rink w Cicero

Bobby Hull miał młodszego brata Dennisa (ur. 1944), również hokeistę, z którym grał w Chicago Blackhawks przez 8 lat. Niektórzy eksperci zastanawiali się, który z braci jest lepszy. Kiedy Bobby Hull został wykluczony z Summit Series w 1972 roku po podpisaniu kontraktu z Winnipeg Jets z ligi WHA, jego brat początkowo bojkotował udział w imprezie w celu okazania wsparcia starszemu bratu, jednak ten przekonał go do udziału w imprezie.
Pierwszą żoną Hulla była Joanne McKay, z którą się rozwiódł w 1980 roku. Miał z nią czterech synów i jedną córkę, którzy również uprawiali sport.
- Bobby Jr. (ur. 1961) i Blake (ur. 1962) również grali w juniorskich i seniorskich. Bobby Jr. zdobył z Cornwall Royals Memorial Cup 1980. Następnie wraz z Blakiem grał w występującym OHA Senior A Hockey League Brantford Motts Clamatos, w barwach którego w 1987 roku zdobył Allan Cup.
- Trzeci syn, Brett (ur. 1964), który w trakcie kariery sportowej zyskał pseudonim Złoty Brett (the "Golden Brett"), jest najbardziej utytułowanym zawodnikiem z rodzeństwa. Wraz z ojcem jedynym tandemem ojca i syna, który zdobył co najmniej 50 goli w jednym sezonie oraz 600 goli w lidze NHL, a także jedyny, którzy zdobyli Trofeum Harta (Bobby dwukrotnie i Brett raz) i Lady Byng Trophy oraz wygrał klasyfikację względem liczby zdobytych goli (Bobby 7-krotnie i Brett trzykrotnie). Brett w 2005 roku jako zawodnik Phoenix Coyotes wystąpił z zastrzeżonym numerem 9 swojego ojca na ostatnie 5 meczów w swojej karierze sportowej. Syn Bretta, Jude (ur. 1994) również był hokeistą.
- Bart (ur. 1969) grał futbol amerykański. Był wyróżniającym się biegaczem uniwersyteckiej drużynie Boise State University, Boise State Broncos. Następnie grał w występujących w lidze CFL Ottawa Rough Riders i Saskatchewan Roughriders, a także przed licznymi kontuzjami rozegrał jeden sezon w halowym futbolu amerykańskim. Następnie krótko grał w profesjonalnym klubie hokejowym, Idaho Steelheads.
- Córka Michelle uprawiała łyżwiarstwo figurowe. W wieku 11 lat została mistrzynią Kolumbii Brytyjskiej, jednak w wyniku licznych kontuzji kolana musiała zakończyć karierę sportową i jest obecnie prawnikiem działającym w dwóch stanach, współpracuje z maltretowanymi kobietami, gdyż jako dziecko często była świadkiem złego traktowania ojca jej matki[20].

W 1986 roku został aresztowany pod zarzutem napaści i pobicia po kłótni swojej trzeciej żony, Deborah, jednak ona ostatecznie wycofała zarzuty.
Hull był również związany z Claudią Allen. W 1980 roku zakończył karierę sportową, gdy Allen została ranna w wypadku samochodowym. Para nigdy się nie pobrała.
W 1998 roku Hull rzekomo wygłosił pronazistowskie komentarze dla dziennika The Moscow Times. Podobno miał powiedzieć:

Na przykład Hitler miał kilka dobrych pomysłów. Po prostu posunął się trochę za daleko.

Hull później zaprzeczył, że komplementował Hitlera i oznajmił, że dziennikarze poruszyli ten temat. Incydent został sparodiowany w kanadyjskim programie satyrycznym pt. This Hour Has 22 Minutes, w którym Rick Mercer przeczytał spot, w którym stwierdzono, że Hull został źle zacytowany i faktycznie powiedział:

Sittler miał kilka dobrych pomysłów.

## Bobby Hull Ice Rink
Władze miasta Cicero w stanie Illinois stworzyło publiczne lodowisko nazwane jego imieniem, Bobby Hull Ice Rink. Na nim odbywają się m.in.: lekcje jazdy na łyżwach, gry w kije i krążki, mecze hokeja drużyn szkół średnich.

## Śmierć
Bobby Hull zmarł 30 stycznia 2023 roku w swoim domu w Wheaton w stanie Illinois. Po jego śmierci syn, Brett wydał oświadczenie za pośrednictwem konta St. Louis Blues na Twitterze.